# Fujiwara no Tamako
Fujiwara no Tamako, còn được gọi là Fujiwara no Shōshi (藤原 璋子 (Đằng Nguyên Chương Tử) 1101 – 10 tháng 11 năm 1145),hay Taikenmon'in (待賢門院 (Đãi Hiền Môn Viện)), là chính thất của Thiên hoàng Toba, mẹ của 2 vị Thiên hoàng là  Thiên hoàng Sutoku và Thiên hoàng Go-Shirakawa. Bà là trưởng nữ của Fujiwara no Kinzane (https://ja.m.wikipedia.org/藤原公実 (Đằng Nguyên Công Chí)).

## Cuộc sống
Thân phụ của Tamako qua đời khi bà mới bảy tuổi, sau đó bà được Thái thượng Thiên hoàng Shirakawa và tâm phúc của ông là Gion no Nyōgo (https://ja.m.wikipedia.org/祇園女御 (Kỷ Viên Nữ Ngự)), vợ của Taira no Tadamori và là thân mẫu của Taira no Kiyomori nhận nuôi. Khi bà lớn lên, bà đã được sắp xếp để kết hôn với người thừa kế của gia tộc Fujiwara, Fujiwara no Tadamichi, nhưng thân phụ của Tadamichi, Fujiwara no Tadazane đã từ chối hôn sự sau khi nghe những tin đồn không hay về bà;điều này đã khiến cho Thiên hoàng Shirakawa bất mãn.
Đầu năm 1118, Tamako tiến cung cho em họ mình là Thiên hoàng Toba,với tư cách là con gái nuôi của Thượng hoàng Shirakawa. Chỉ một tháng sau, bà đã được phong lên hàng Trung cung (chūgū). Vào giữa năm 1119, bà hạ sinh đứa con đầu lòng cho Thiên hoàng, Thân vương Akihito. Đầu năm 1123, Thân vương Akihito lên ngôi, (tức Thiên hoàng Sutoku sau này), khi đó ông chỉ mới năm tuổi. Vào năm 1124, Tamako được phong hiệu là Đãi Hiền Môn Viện (Taikenmon-in). Trong khoảng thời gian này, bà hạ sinh trưởng nữ là Nội Thân vương Kishi, 2 người con trai là Thân vương Michihito và Thân vương Kimihito, nhưng cả hai đều bị tàn tật. Bà hạ sinh Nội Thân vương Muneko vào năm 1126 và Thân vương Masahito chưa đầy một năm sau đó, tức năm 1127. Năm 1129, bà hạ sinh đứa con cuối cùng, Thân vương Motohito.
Tamako hạ sinh cho Thiên hoàng tổng cộng bảy người con, và cũng đi cùng ông trong một chuyến du hành đến đền thờ Kumano, tất cả đều diễn ra trong thời gian Thái thượng Thiên hoàng Shirakawa còn tại vị. Khi Thái thượng Thiên hoàng qua đời vào năm 1129, cuộc sống của bà trở nên tồi tệ hơn. Thiên hoàng Toba kế vị Thiên hoàng Shirakawa, ông đã nắm quyền chỉ đạo các cận thần của mình và cô lập vị Thiên hoàng nhỏ tuổi Sutoku. Ông đã khôi phục tước vị cho vị kampaku là Fujiwara no Tadazane,trước đó đã bị Thiên hoàng Shirakawa thải loại, và kết hôn với con gái của Tadazane là Fujiwara no Yasuko, lệnh cho Yasuko làm Hoàng hậu. Hơn nữa, ông dành sự ân sủng của mình từ Ngọc tử sang vị thê tử khác, Fujiwara no Nariko. Năm 1139, Thiên hoàng sắc phong con trai của Nariko, Thân vương Narihito, làm Hoàng Thái tử, vào năm 1141, ông đã buộc Thiên hoàng Sutoku thoái vi.Thân vương Narihito nối ngôi, tức Thiên hoàng Konoe sau này.
Trong khi điều này đang diễn ra và Nariko được phong làm Hoàng hậu của Thiên hoàng Toba, biến loạn trong cung liên tiếp xảy ra, trong đó có việc có người cố gắng nguyền rủa Nariko, và một tin đồn lan truyền cho rằng Tamako đã nguyền rủa Nariko. Kojidan còn cho rằng đã có một tin đồn khác là Thiên hoàng Sutoku thật ra là con trai của Tamako và Thiên hoàng Shirakawa, mặc dù tin đồn này không được ghi nhận trong các tài liệu khác. Năm 1142, Tamako xuống tóc và trở thành một nữ tu tại chùa Pháp Kim Cương Tự (法金剛院 Hōkongō-in), do chính tay bà xây dựng. Ba năm sau, vào ngày 10 tháng 9 năm 1145, Tamako qua đời tại dinh thự của người anh cả Sanjō Saneyuki (https://ja.m.wikipedia.org/三条実行 (Tam Điều Chí Hàng)). Theo ghi chép của Fujiwara no Yorinaga, Thiên hoàng Toba đã chạy đến để chăm sóc bà, và bà đã khóc lớn trong khi rung một chiếc chuông dùng để tụng kinh.
Năm 1155, mười năm sau khi bà qua đời, Thiên hoàng Konoe qua đời ở tuổi 17, và con trai thứ 7 của Ngọc tử, Thân vương Masahito bất ngờ lên ngôi,tức Thiên hoàng Go-Shirakawa. Lúc này, triều đình đã phân tán thành 2 phe, giữa những người ủng hộ Thiên hoàng Go-Shirakawa và những người ủng hộ Thiên hoàng Sutoku, đỉnh cao là xảy ra biến loạn Hōgen.

## Hậu duệ
- 1119 -1164 Hoàng Thái tử Akihito (Hiển Nhân Thân Vương) (顕 仁 親王[liên kết hỏng]), sau này là Thiên hoàng Sutoku
- 1122 -1133 Nội Thân vương Kishi / Yoshiko (Hy Tử Nội Thân vương) (禧子内親王[liên kết hỏng])
- 1124 -1129 Thân vương Michihito
- 1125 -1143 Thân vương Kimihito
- 1126 -1189 Hoàng nữ Muneko , sau này là Jōsaimon-in
- 1127 -1192 Thân vương Masahito , sau này là Thiên hoàng Go-Shirakawa
- 1129 -1169 Thân vương Motohito , sau này trở thành nhà sư dưới pháp danh là Kakushō (性 法[liên kết hỏng])